# 多脊脊蝦蛄
多脊脊蝦蛄（学名：Carinosquilla multicarinata）为蝦蛄科脊蝦蛄屬下的一个种。